# Ocell de tempesta de Swinhoe
El ocell de tempesta de Swinhoe o petrell de Swinhoe (Hydrobates monorhis) és un ocell marí de la família dels hidrobàtids (Hydrobatidae), d'hàbits pelàgics, cria a caus d'illes del nord del Pacífic Occidental, a algunes properes al Japó, al nord de Honshu i Kyushu, sud i est de Corea i est de la Xina, a prop de Shantung, illes Ryukyu i alguns illots propers al nord-est de Taiwan. Es dispersa per l'oceà Pacífic, fins a l'Índic tropical.